# Over (motorfietsmerk)
Over is een Japans merk van motorfietsen.
Japanse firma van Kensei Sato dat specials bouwt op basis van bestaande motorfietsen. Hoewel er verschillende modellen zijn gebouwd, is Over vooral bekend door zijn SOS-racers. Over werkt nauw samen met de R&D afdeling van Yamaha.